# Diaclasi

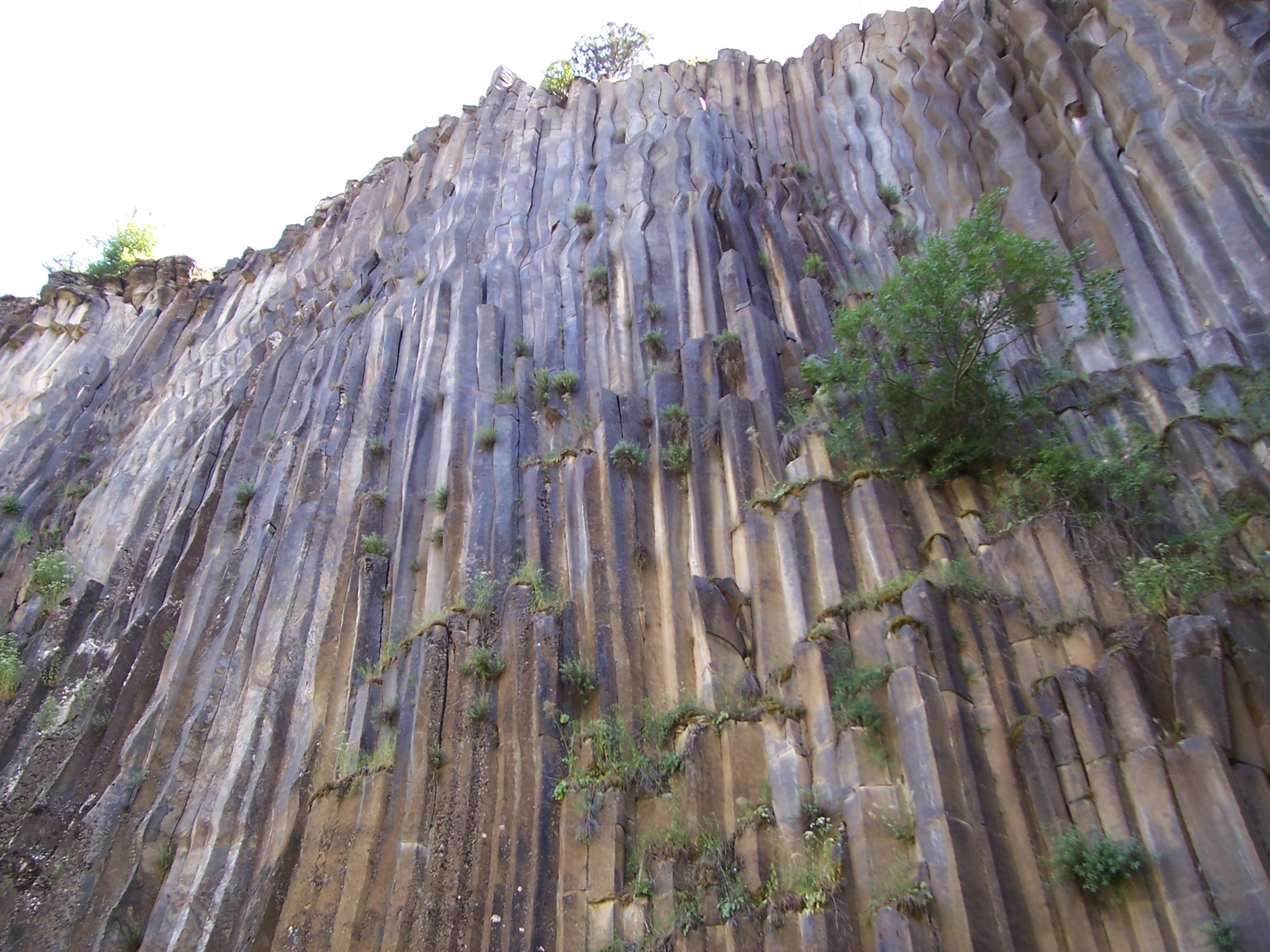
Basalto colonnare diaclasico in Turchia.

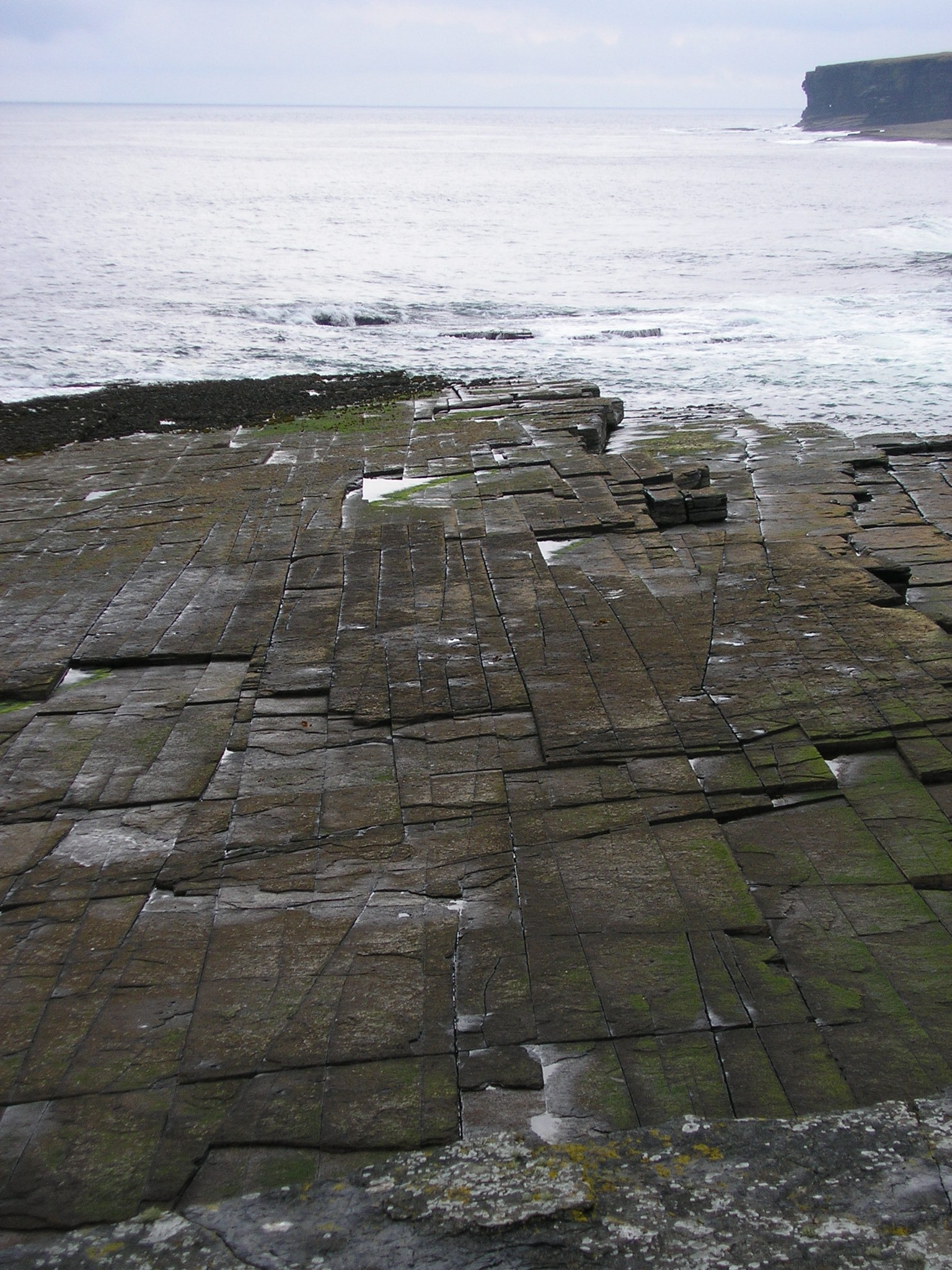
Diaclasi posta su un piano stratificato di pietra da lastrico a Caithness (Scozia).

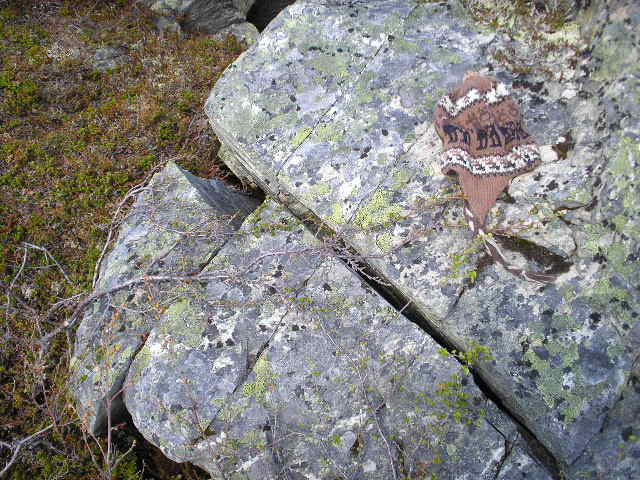
Una roccia fratturata lungo preesistenti diaclasi probabilmente a causa del crioclastismo meccanico. Abisko (in Svezia).

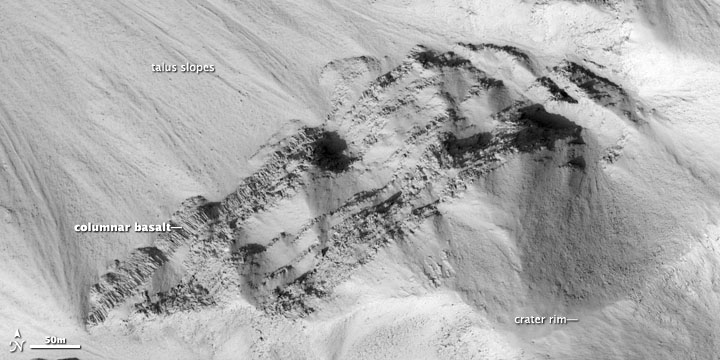
Diaclasi colonnare nel basalto evidenziata nella Marte Vallis, sul pianeta Marte.

In geologia il termine diaclasi si riferisce a una frattura nella roccia dove non vi è stato alcun movimento laterale nel piano della frattura (verticale o orizzontale) di una parte rispetto all'altra. Ciò la rende diversa da una faglia la quale è definita come una frattura nella roccia dove una parte si muove rispetto all'altra. Le diaclasi in genere hanno una spaziatura regolare collegata sia alle proprietà meccaniche della singola roccia che allo spessore dello strato coinvolto e, in genere, si trovano a formare gruppi, ognuno dei quali è costituito da diaclasi sub-parallele l'una all'altra.

## Formazione
Le diaclasi si formano nella roccia dura e solida sottoposta a una tensione tale da eccedere la sua resistenza provocando una rottura di tipo fragile. Quando questo succede la roccia si frattura lungo un piano parallelo alla tensione massima principale e perpendicolare alla tensione minima principale (la direzione in cui la roccia è stata sottoposta a distensione). Questo porta allo sviluppo di un'unica tipologia di conformazione o strutturazione di diaclasi sub-parallele. Una deformazione che continua nel tempo può portare allo sviluppo di una o più conformazioni diaclasiche addizionali; la presenza della prima tipologia di conformazione influenza fortemente l'orientazione della tensione nello strato roccioso, spesso inducendo le successive conformazioni a formare un angolo elevato rispetto alla prima strutturazione.
È stato osservato che le strutturazioni diaclasiche hanno in genere una spaziatura relativamente costante, che è grosso modo proporzionale allo spessore dello strato.

## Tipi di diaclasi
Le diaclasi sono classificate in base ai processi (se conosciuti) che ne hanno causato la loro formazione o secondo la loro geometria.

### Diaclasi tettoniche
Le diaclasi tettoniche si formano durante episodi di deformazione ogni volta che le tensioni differenziali sono abbastanza elevate da provocare una rottura nella roccia sottoposta a trazione, a prescindere dal regime tettonico. Spesso si formano contemporaneamente alle faglie. Le misurazioni effettuate sulle tipologie di diaclasi tettoniche possono essere utili nell'analisi della storia tettonica di un'area poiché forniscono informazioni circa le orientazioni delle tensioni al momento della formazione.

### Diaclasi di decompressione
Le diaclasi si formano più comunemente quando il sollevamento e l'erosione rimuovono le rocce sovrastanti riducendo in tal modo il carico di compressione e permettendo alla roccia di espandersi lateralmente. Le diaclasi correlate all'innalzamento e allo sgravio di peso dovuto all'erosione hanno orientazioni che riflettono le tensioni principali in atto durante il sollevamento.  Bisogna andare cauti quando si cerca di capire le tensioni tettoniche onde poter discernere, se possibile, tra diaclasi tettoniche e diaclasi di decompressione.

### Diaclasi di esfoliazione
Le diaclasi di esfoliazione sono casi particolari di diaclasi di decompressione formatesi sulla superficie del suolo attuale e in senso parallelo ad esso, in rocce ad alta resistenza alla compressione. Non c'è ancora un accordo condiviso sulla teoria della loro formazione.

### Diaclasi da raffreddamento
Le diaclasi possono anche formarsi a causa del raffreddamento di masse di roccia calda, in modo particolare lava, formando così una diaclasi da raffreddamento, più comunemente definita come diaclasi colonnare verticale. I sistemi diaclasici associati al raffreddamento in genere sono poligonali perché il raffreddamento provoca tensioni, che sono isotropiche nel piano dello strato.

## Frattografia

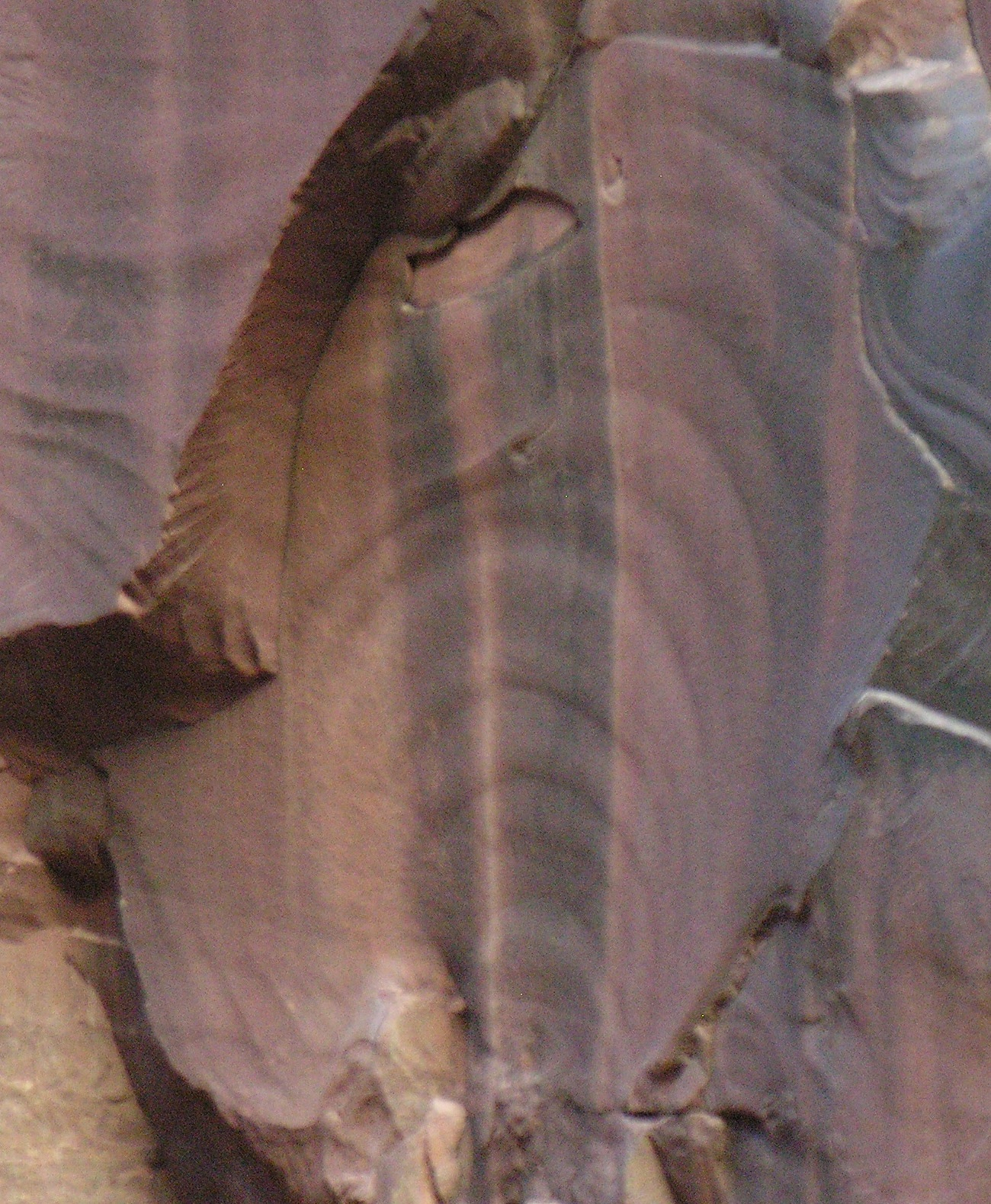
Struttura a pennacchio su una superficie di frattura nell'arenaria.

La propagazione della diaclasi può essere studiata utilizzando tecniche di frattografia in cui segni caratteristici come le strutture a pettine e a pennacchio possono essere usate per determinare le direzioni di propagazione e, in alcuni casi, le orientazioni della tensione principale.

## Resistenza della roccia e stabilità del pendio
Le diaclasi formano uno dei più importanti tipi di discontinuità all'interno delle masse rocciose, non avendo in genere resistenza alla trazione. Nell'ingegneria geotecnica questa discontinuità può avere una grande influenza sul comportamento meccanico (resistenza, deformazione) del suolo e della massa rocciosa e va presa in considerazione in particolare per le fondazioni, la costruzione di gallerie o le costruzioni in pendenza, in cui va valutata la stabilità del pendio.